# Leon Biju
Leon Alexandru Biju (n. 2 februarie 1880, București, România – d. 16 februarie 1970, București, România) a fost un pictor român legionar și, deținut politic în timpul regimului comunist din România. 

## Biografie
Leon Biju s-a născut la București, într-o familie de intelectuali, originară din Europa Centrală, care a primit cetățenia română în 1911. A început studiile liceale la Liceul „Gheorghe Lazăr”, dar le-a terminat la liceul particular „Clenciu și Popa”.
A studiat apoi la Școala de Belle-Arte din București la clasa lui G.D. Mirea și Ipolit Strâmbu. Biju și-a pregătit examenul de absolvire cu Sava Henția, Ion Georgescu și acuarelistul Spenrlick, dar și cu tatăl său, Alexandru Biju, inginer de cale ferată cu talent de miniaturist. Concomitent cu Școala de Belle Arte, unde a studiat cu G. D. Mirea, Dimitrie Serafim și Alexandru Tzigara-Samurcaș, pe care a absolvit-o în 1906, cu ,,Distincție și medalie”, a urmat, un timp, și Conservatorul, clasa de canto a profesorului Ștefănescu, studii pe care însă nu le-a încheiat.
În 1906 a plecat spre Paris, cu un popas la München și, deși admis la Academia de Belle-arte, a renunțat în favoarea Academiei Julien.
Alături de profesorul Jean Paul Laurens a luat prima dată contact cu Orientul, când a întreprins alături de acesta o călătorie în Maroc și Algeria. În 1913 este nevoit să se întoarcă în țară pentru războiul balcanic. După război s-a reîntors la Paris, a participat la Salonul de toamnă din Paris și Champs-Elysées dar, Primul Război Mondial l-a obligat să se întoarcă în țară, unde s-a implicat în viața artistică bucureșteană, devenind membru al Cenaclului Idealist, un cenaclu literar-artistic cu caracter simbolist, fondat în anul 1915 de Alexandru Severin și Ignat Bednarik, sub patronajul Reginei Elisabeta și al lui Carol I al României.
Între 1915-1916 a fost profesor de desen la Bârlad. Mobilizat în vara anului 1916, în război, Biju a participat la luptele din Dobrogea și, la Turtucaia a fost rănit și luat prizonier de bulgari. După război s-a întors la București, iar în 1920-1921 a făcut o lungă călătorie de documentare în Italia.
În perioada 1919 – 1947 a participat constant la Salon și la expozițiile Tinerimii Artistice, iar prima expoziție personală a deschis-o în 1927.
Prin 1930 a plecat pentru două săptămâni în Egipt, unde avea să rămână 4 ani, fascinat de geografia aridă, dar bogată prin oamenii și vestigiile sale. La Cairo, Luxor, Assuan a pictat peisaje, vestigii, falahi, dar mai ales femei, în veșminte locale. La întoarcerea în țară expoziția deschisă în februarie 1934, la Sala Dalles, cu 146 de picturi și 100 de desene, a avut succes față de public și critici. 
A fondat Sindicatul Artelor Frumoase, împreună cu Adam Bălțatu, Paul Molda, Lucian Grigorescu, Gheorghe Chirovici  și Gheorghe Simotta. În 1940, Biju a solicitat înlocuirea conducerii sindicatului cu un reprezentant legionar. La 12 octombrie 1940, Sindicatul Artelor Frumoase i-a exclus pe pictorii și sculptorii evrei și pe cei căsătoriți cu evrei. Din acest motiv, o serie de artiști consacrați, între care Samuel Mützner, Iosif Iser, Mina Byck Wepper, Margareta Sterian, M. H. Maxy, care au fost excluși din Sindicatul Artelor Frumoase, s-au aflat imposibilitatea de a mai expune. După căderea regimului legionar, sindicatul a fost dizolvat.
După 1948, datorită a simpatiilor sale legionare și, ca rezistență față de „Realismul Socialist” creația sa a cunoscut o perioadă manieristă, caracterizată prin picturi de flori, în special crizanteme.
Leon Biju a decedat la 16 februarie 1970, la București, și a fost înmormântat la Cimitirul Bellu.
Opere ale sale se află în colecția Băncii Naționale Române, în Muzeul Național de Artă Bcurești și Muzeul de Artă din Tulcea.

## Aprecieri critice
„Din Egipt domnul Biju ne aduce o temă cu totul nouă în arta română și chiar un om nou... este seriozitate și melancolie în imaginea pe care ne-o dă artistul despre Egipt... Capete de femei, atât de bine și de just observate ... .” (George Oprescu). 
Francisc Șirato observa, dincolo de exotismul temei, calitățile de colorist ale pictorului, dar și preferința pentru „staticul pe care îl îmbină cu o solemnitate ce dă... tablourilor ceva sacral.”